# Mercateo
A Mercateo vállalati ügyfeleket megcélzó, nyílt kereskedelmet folytató piactér az interneten (Business-to-Business B2B). Több mint 700 alkalmazottat foglalkoztat Európa 14 országában. Székhelye Lipcsében, Németországban van. 
Magyarországi képviselete a Mercateo Magyarország Kft. 2012-ben alakult meg Budapesten és kereskedelmi tevékenységét 2013 tavaszán  kezdte el. Önálló leányvállalatok találhatók még Franciaországban, Hollandiában, Belgiumban, Svájcban, Ausztriában, Lengyelországban, Egyesült Királyságban, Írországban, Spanyolországban és Olaszországban.
A Mercateo egyrészt klasszikus webshopként működik azzal a különbséggel, hogy magánszemélyeknek nem értékesít. Több kategóriában kínál termékeket azzal a céllal, hogy ügyfelei főleg perembeszerzési igényeit kielégíthesse. Saját raktáruk nincs, beszállítóik termékeit e-katalógus formájában jelenítik meg a helyi Mercateo oldalakon. Ha egy ügyfél egyszerre több katalógusból is vásárol, könnyen megtörténhet, hogy nem csak több szállítmányban fogja kézhez kapni megrendelt termékeit, hanem fuvarköltség is beszállítótól függően többször kerülhet elszámolásra. Viszont az optimalizált bevásárló kosár lehetővé teszi kiválasztani a lehető legrövidebb szállítási időt és a lehető legalacsonyabb árat.
A webshop mellett a Mercateo igyekszik optimalizálni kiemelt ügyfelei teljes beszerzését is, méghozzá azáltal, hogy az ügyfél egy felületen keresztül tud hozzájutni úgy keretszerződéses termékeihez, mint a perembeszerzés által igényelt termékekhez. Ez ideális esetben a beszerzéssel kapcsolatos munkafolyamatok leegyszerűsítéséhez vezet, ami költségmegtakarítást von magával.

## Tények a számok tükrében
- Alapítás: 2000
- Leányvállalat alapítása Magyarországon: 2012
- Európa 12 országában önálló weboldal
- Önálló kirendeltség Európa 10 országában
- Több mint 4 millió termék a magyar weboldalon, 12 termékkategóriában
- Európaszerte több mint 1 millió vállalati ügyfél [2]